# Летальница братьев Горишек
«Летальница братьев Горишек» (словен. Letalnica bratov Gorišek) — лыжный трамплин в словенской Планице, один из самых больших трамплинов для полётов в мире. Назван в честь архитекторов братьев Янеза (род. 1933) и Владо (1925—1997) Горишеков.
Исторический прыжок за 200 метров был совершён на этом трамплине 27 марта 1994 года Андреасом Гольдбергером. Он прыгнул на 202 метра и стал первым в мире человеком, который совершил прыжок за 200 метров, но он коснулся снега руками, и рекорд не был засчитан. Спустя несколько минут финский прыгун Тони Ниеминен прыгнул на 203 метра, но он совершил правильное приземление, поэтому он официально считается первым человеком, прыгнувшим за 200 метров.
После 2011 года этот трамплин стал вторым по величине в мире. Его обошёл «Викерсуннбаккен».

На этом трамплине было установлено больше всего рекордов: 28 официальных рекордов мира по полётам на лыжах и 11 незачтённых (падение или касание снега рукой). Рекорд трамплина установлен в 2017 году на этапе Кубка мира поляком Камилем Стохом — 251,5 м. 22 марта 2018 года Грегор Шлиренцауэр прыгнул на 253,5 м, но упал при приземлении. Рекорд Стоха побил 24 марта 2019 года японец Рёю Кобаяси, прыгнувший на 252,0 м.

## Реконструкция
Реконструкция трамплина прошла в 2013—2014 году. К-точка увеличена до K-200, а hillsize — до HS 225 и трамплин по мощности сравнился с сооружением в Викерсунде. Гора разбега будет устроена так, что будут возможны прыжки до 270 метров.

## Трамплин в культуре
В 1974 году немецкий режиссёр Вернер Херцог снял документальный фильм «Великий экстаз резчика по дереву Штайнера», трамплин в Планице выступил основным местом съёмок.